# Îlots de Ténès
Les îlots de Ténès ou ilots du  Cap Ténès sont un groupe d'ilots de la mer Méditerranée à Ténès en Algérie.

## Description
Le groupe d'îlots au large du Cap Ténès, à 600 m du rivage, sert de base à la plus grande des jetées qui abrite le port de Ténès.